# Santa María Pueblo Nuevo
Santa María Pueblo Nuevo är en ort i Mexiko.   Den ligger i kommunen Constancia del Rosario och delstaten Oaxaca, i den sydöstra delen av landet, 290 km söder om huvudstaden Mexico City. Santa María Pueblo Nuevo ligger 770 meter över havet och antalet invånare är 368.
Terrängen runt Santa María Pueblo Nuevo är varierad. Santa María Pueblo Nuevo ligger nere i en dal. Runt Santa María Pueblo Nuevo är det ganska glesbefolkat, med 25 invånare per kvadratkilometer. Närmaste större samhälle är Putla Villa de Guerrero, 4,8 km sydost om Santa María Pueblo Nuevo. I omgivningarna runt Santa María Pueblo Nuevo växer huvudsakligen savannskog.